# Dina Pronitjeva
Dina (Vera) Mironovna Pronitjeva (ukrainska: Діна Миронівна Пронічева), född 7 januari 1911 i Tjernigov, död 1977 i Kiev, var en ukrainsk-judisk skådespelare vid Kievs akademiska dockteater.
Pronitjeva är känd som en av 29 personer som undkom massmordet vid ravinen Babij Jar i utkanten av Kiev. Totalt beräknas mer än 100 000 människor, däribland Pronitjevas familj, ha mördats i Babij Jar. Den mest kända massakern i Babij Jar ägde rum den 29 och 30 september 1941, då 33 771 judar från Kiev nakna sköts ihjäl med maskingevär. Staden hade innan massakern runt 50 000 judar kvar, huvudsakligen äldre män, kvinnor och barn. Denna massaker underlättades av 6. Armee under generalfältmarskalk Walter von Reichenaus befäl. Delaktiga i massmorden var även trupper ur Wehrmacht, Geheime Feldpolizei, Ordnungspolizei samt ukrainska milismän. Pronitjeva vittnade vid en krigsförbytarrättegång i Kiev 24 januari 1946.
Pronitjeva berättade sin historia för författaren Anatolij Kuznetsov, som återberättade den när han beskrev sina erfarenheter från andra världskriget, då Tyskland ockuperade Kiev, i romanen Babij Jar: A Document in the Form of a Novel. Boken publicerades ursprungligen i censurerad form på ryska 1966 och väckte internationell uppmärksamhet.